# Joseph Makhanya
Joseph Makhanya (Soweto, 15 de setembro de 1981) é um ex-futebolista profissional sul-africano que atuava como meia.

## Carreira
Joseph Makhanya representou o elenco da Seleção Sul-Africana de Futebol no Campeonato Africano das Nações de 2006.